# Joseph Rademacher
Joseph Rademacher (* 3. Dezember 1840 in Westphalia, Missouri, USA; † 12. Juni 1900 in Chicago) war Bischof von Fort Wayne.

## Leben
Joseph Rademacher studierte Philosophie am St. Vincent’s College in Latrobe und Katholische Theologie am St. Michael’s Seminary in Pittsburgh. Er empfing am 2. August 1863 durch den Bischof von Fort Wayne, John Henry Luers, das Sakrament der Priesterweihe.
Rademacher war Pfarrer in Attica, Indiana und ab 1870 in Columbia City. 1872 wurde er Kanzler des Bistums Fort Wayne und Pfarrer der Pfarrei St. Mary in Fort Wayne. Von 1880 bis 1883 war Joseph Rademacher Pfarrer der Pfarrei St. Mary of the Immaculate Conception in Lafayette, Indiana.
Am 3. April 1883 ernannte ihn Papst Leo XIII. zum Bischof von Nashville. Der Erzbischof von Chicago, Patrick Augustine Feehan, spendete ihm am 24. Juni desselben Jahres die Bischofsweihe; Mitkonsekratoren waren der Bischof von Fort Wayne, Joseph Gregory Dwenger CPpS, und der Bischof von Columbus, John Ambrose Watterson. Am 14. Juli 1893 ernannte ihn Leo XIII. zum Bischof von Fort Wayne.